# 北野嘉久
北野 嘉久（きたの よしひさ、1958年2月20日 - ）は、日本の製鉄技術者、実業家。JFEホールディングス代表取締役社長。元日本鉄鋼連盟会長。

## 人物・経歴
茨城県水戸市出身。1982年東京工業大学（のちの東京科学大学）大学院総合理工学研究科精密機械システム専攻修士課程修了、川崎製鉄入社。主に製鉄所で技術者として勤務した。2004年JFEスチール経営企画部企画室主任部員。2006年JFEスチール西日本製鉄所福山地区製鋼部長。2009年JFEスチール東日本製鉄所工程部長。
2011年JFEスチール常務執行役員西日本製鉄所副所長。2013年JFEスチール常務執行役員西日本製鉄所倉敷地区所長。2014年JFEスチール専務執行役員東日本製鉄所千葉地区所長。
2015年JFEスチール専務執行役員東日本製鉄所長。2018年JFEスチール代表取締役副社長。2019年JFEスチール代表取締役社長 及び日本鉄鋼連盟会長に就任。技術者不足が続く中、生産現場での人工知能の活用などを進めた。2020年日本鉄鋼連盟副会長。2022年日本鉄鋼連盟会長。2024年JFEホールディングス代表取締役社長。

## 受賞
2013年日本鉄鋼協会技術貢献賞（渡辺義介記念賞） 受賞。
2019年日本鉄鋼協会技術功績賞（服部賞）受賞。令和元年度全国発明表彰発明実施功績賞受賞。2020年度市村産業賞本賞受賞。令和2年度中国地方発明表彰実施功績賞受賞。令和3年度全国発明表彰発明実施功績賞受賞。2022年度日本鉄鋼協会生産技術賞（渡辺義介賞）受賞。令和5年度全国発明表彰発明実施功績賞受賞。令和5年度中国地方発明表彰実施功績賞受賞。